# Mercúrio de Cesareia
Mercúrio (em latim: Mercurius) foi um santo cristão e um grande mártir. Nascido Filópater na cidade de Escento, na Capadócia, na parte oriental da Ásia Menor, seu nome significa "que ama o pai". São Mercúrio também é conhecido pelo nome de Abu-Seifein, que em árabe significa o "portador [pai] de duas espadas", como referência à segunda espada que lhe foi dada pelo Arcanjo Miguel.

## Biografia tradicional

### Família
Filópater era filho de um oficial cita do exército romano. Um dia seu pai, Yares, estava caçando na floresta com seu avô e eles foram atacados por uma fera selvagem. O animal pulou sobre o avô e Yares desmaiou. Enquanto ele estava inconsciente, Yares teve uma visão de uma luz muito brilhante que lhe disse:
| “ | Yares, Eu sou seu Deus que o ama. Eu sei que tens um bom coração e que detestas os ídolos pagãos. Informo-te que teu filho, Filópater, se tornará uma árvore de bons frutos e, por causa dele, eu abençoarei a ti e à tua esposa. Filópater será minha testemunha e irá desafiar o preconceito em Meu Nome. | ” |

Logo depois, Yares, sua esposa e seu filho foram batizados e ganharam novos nomes. Ele se tornou "Noé", sua esposa, "Safina" e Filópater se tornou "Mercúrio". As notícias do batismo se espalharam rapidamente na cidade e o governador ordenou que eles fossem presos e atirados às feras selvagens na arena. Porém, os animais não os molestaram e o governador resolveu soltá-los.
Quando os berberes atacaram Escento, Noé se juntou à luta contra eles. Ele foi tomado como prisioneiro e foi levado ao país deles, onde permaneceu por dezessete meses. Quando a guerra finalmente terminou, ele retornou para sua terra natal e se reuniu novamente com sua família, mas morreu logo depois.

### Carreira militar de São Mercúrio

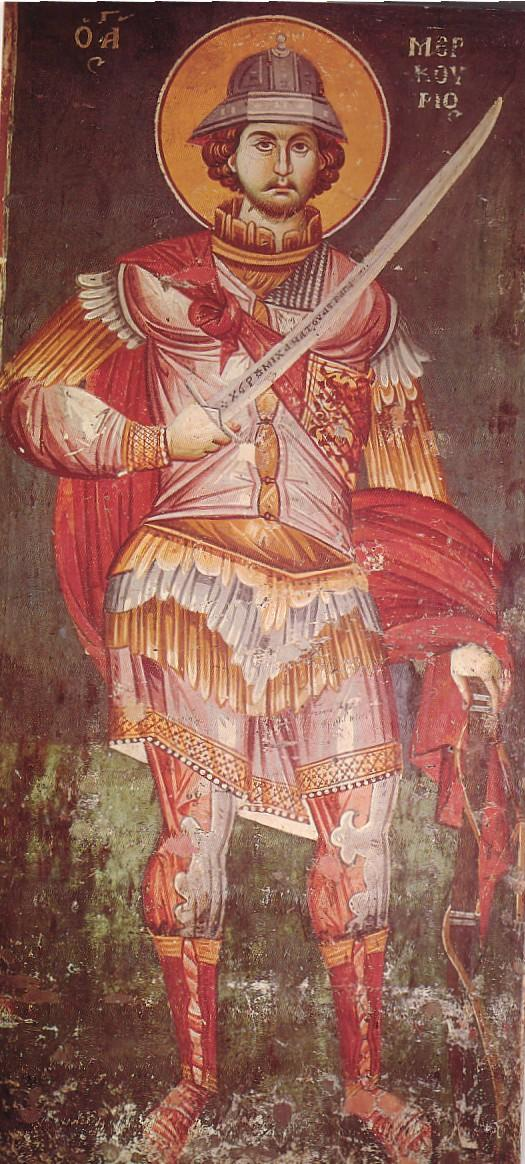
São Mercúrio.
Ícone bizantino.

Após a morte de Noé, o imperador Décio escolheu Mercúrio para substituir o pai. Descrito como muito forte e corajoso, Mercúrio conseguiu angariar o respeito de seus companheiros soldados. Quando os berberes atacaram o Império Romano, Décio liderou a luta contra eles, mas, segundo a lenda, ficou com medo ao ver o número de adversários que enfrentava. Mercúrio então se aproximou dele e disse "Não tenhas medo, pois Deus irá destruir nossos inimigos e nos trará a vitória". 
Após diversos dias de combate, o Arcanjo Miguel apareceu a Mercúrio portando uma espada muito brilhante e disse-lhe:
| “ | Mercúrio, servo de Jesus Cristo, não tenhais medo. Toma esta espada de minhas mãos e luta contra os berberes com ela. Não te esqueças de Deus quando voltares vitorioso. Eu sou Miguel, o arcanjo, a quem Deus enviou para informar-lhe que deverás sofrer em nome do Senhor. Eu estarei contigo e te apoiarei até que completes o teu testemunho. O nome de nosso Senhor Jesus Cristo será glorificado em ti. | ” |

O santo então tomou a espada das mãos do arcanjo — daí o epíteto Abu-Seifein, "portador de duas espadas" —, uma espada militar e divina. Ele venceu com ela os berberes. Quando Décio ouviu sobre a vitória triunfante, apontou Mercúrio como governante.

### Martírio
Mesmo assim, em 249, Décio iniciou sua perseguição aos cristãos, obrigando todos a oferecerem sacrifícios aos deuses pagãos. O Arcanjo Miguel apareceu a Mercúrio novamente e pediu-lhe que se lembrasse de Deus e que não temesse a perseguição. O santo se encheu de coragem e passou a noite toda rezando fervorosamente.
Na manhã seguinte, o imperador enviou mensageiros para convocar Mercúrio ao palácio, mas ele se recusou a ir, dando a desculpa de estar cansado. No dia seguinte, o imperador mandou chamá-lo novamente. Ele disse-lhe: "Caro Mercúrio, vamos oferecer incenso aos deuses que nos ajudaram a obter a vitória na guerra". Mercúrio nada disse, mas quando estavam partindo para o palácio, ele se esquivou e fugiu em meio à multidão. Porém, um dos guardas notou sua ausência e o imperador novamente mandou perguntar a Mercúrio "É verdade que se recusou a adorar os ídolos que nos ajudaram durante a guerra?".
A resposta de Mercúrio, corajosa, foi:
| “ | Majestade, a vitória não se deu por conta de ídolos idiotas feitos pelas mãos humanas. Ela se deu pela graça de Nosso Senhor e Salvador, Jesus Cristo, que enviou seu arcanjo para dar-me uma espada e me fortalecer. Eu não posso negar meu Deus e adorar estátuas. | ” |

O imperador ficou furioso e tentou persuadi-lo de todas as formas, sem sucesso. A fé de Mercúrio permaneceu inabalada. Décio então mandou que lhe fossem retiradas todas as honras e atirou Mercúrio na prisão. 
Na manhã seguinte, os soldados de Décio penduraram o santo entre dois postes para que pudessem torturá-lo com pregos afiados. Eles tentaram também cortar o seu corpo e queimá-lo, mas Mercúrio suportou todo sofrimento em silêncio. De volta à sua cela, o arcanjo novamente apareceu-lhe e tocou o corpo de Mercúrio, curando-o instantaneamente. Quando o imperador viu que o santo estava em perfeita saúde, atribuiu o feito à feitiçaria. Mercúrio então confessou novamente a sua fé no cristianismo e que esta era a fonte de sua saúde.
Temendo uma revolta por conta da crescente popularidade de Mercúrio, o imperador o enviou para Cesareia.
Após tentar diversos tipos diferentes de tortura para persuadir Mercúrio, sem sucesso, ele decidiu mandar decapitá-lo. Mercúrio ergueu os braços e rezou fervorosamente, pedindo para ser aceito no Paraíso. Então, subitamente, Jesus Cristo, numa visão, rodeado de anjos, disse-lhe:
| “ | Meu filho escolhido, Mercúrio, venha para teu descanso eterno junto aos santos. Suas preces chegaram até mim como o aroma do incenso cheiroso. Milagres serão realizados em qualquer igreja que tenha teu nome. E eu salvarei aqueles que me pedirem através de tua intercessão. Quem quer que escreva ou leia a história de tua vida terá seu nome escrito no Livro da Vida. | ” |

Então, após ter sido abençoado, Mercúrio ficou tão feliz que correu em direção de seus carrascos, implorando-lhes que levassem a cabo as ordens do imperador imediatamente. Ele se ajoelhou e disse "Senhor, não conte este pecado contra eles.". Mercúrio foi decapitado em 4 de dezembro de 250, com apenas 25 anos de idade.